# Machiel Spaan
Machiel Spaan (Nijmegen, 5 december 1966) is een Nederlandse architect en docent bouwkunde.

## Biografie
Machiel Spaan studeerde Bouwkunde aan de Technische Universiteit Eindhoven van 1985 tot 1992. Na het behalen van zijn ingenieursdiploma (Master of Science) in 1992 was hij oprichter van het architectenbureau M3H architecten, Amsterdam, waarvan hij tot op heden samen met Marc Reniers eigenaar is. Sinds 1994 ontwierp en bouwde Machiel Spaan met M3H architecten meer dan veertig woongebouwen in Nederland, het merendeel in Amsterdam.
In 1998 deed Spaan onderzoek naar nieuwe concepten voor dijkwoningen.
Sinds 2000 is Machiel Spaan docent architectuur, eerst aan ArtEZ, vervolgens aan de Academie van Bouwkunst Amsterdam. Van 2007 tot 2012 was hij tevens Hoofd Architectuur Academie van Bouwkunst Amsterdam.

## Gebouwen (selectie)
- De Mokumer, Van Beuningenstraat, Amsterdam, 2005. genomineerd voor de Zuiderkerkprijs 2005
- Houten huisjes, Wenslauerstraat, Amsterdam, 2013.[2][3] tweede prijs Amsterdamse Nieuwbouwprijs 2014
- De Boetzelaer, Boetzelaerplein, Amsterdam, 2013.
- Tugelawegblokken, Tugelaweg, Amsterdam, 2015.[4][5][6][7][8][9] genomineerd voor de Amsterdamse Nieuwbouwprijs 2016; Arie Kepplerprijs 2016 (eerste prijs in de categorie Residential buildings); genomineerd voor de Brick Award 2018
- De Smaragd, Insulindeweg, Amsterdam, 2016.[10] Zuiderkerkprijs 2016 (eerste prijs); genomineerd voor de Arie Kepplerprijs 2018
- Luisterhuis/ The Listening House (ruimtelijk ontwerp: M. Spaan; muziek: Rozalie Hirs), 2017.[11][12]
- De Lootsborger, Lootsstraat & Borgerstraat, Amsterdam, 2019.
- Ways of Space (ruimtelijk ontwerp: M. Spaan; muziek: Rozalie Hirs), 2019. Met financiële ondersteuning van Stimuleringsfonds Creatieve Industrie, STEIM, Van Doesburghuis, Mondriaan Fonds.
- Langs de Lijn, IJburglaan, Zeeburgereiland, Amsterdam, 2019.
- De Zeebloem, Molukkenstraat, Soendastraat, Madurastraat & Billitonstraat, Amsterdam, 2020.
- Terrazza, John Blankensteinstraat & Faas Wilkesstraat, Zeeburgereiland, Amsterdam, 2020.
- Rozenprieel, Haarlem, 2021.
- Kaap Hoorn, Grote Waal, Hoorn, 2021.
- De Nieuwezijds, De Krijgsman, Muiden, 2022.
- Poortgebouw Noord, Landgoed Wickevoort, Haarlemmermeer, 2022.
- Lariks, Houthavens, Amsterdam, 2023.